# Gighay
Ne doit pas être confondu avec Gigha.
Gighay est une île du Royaume-Uni située en Écosse.